# Владимир Станковић
Владимир Станковић (Копривница, 7. децембар 1932 — Зајечар, 5. јануар 2019) био је српски песник, књижевник и професор.

## Биографија
Владимир Станковић је рођен у Копривници код Зајечара, 7. децембра 1932. године. Основну школу је учио у Копривници. Гимназију је завршио у Зајечару, а дипломирао је на групи за српски језик и књижевност на Филолошком факултету у Београду. До 1979. године је радио као гимназијски професор, а затим као саветник за српски језик и књижевност у Зајечару. Двадесет пет година је уређивао часопис Школски час.
Приредио је књигу разговора Разговори о хаику поезији са Владимиром Девидеом 1991. године, и књигу разговора са Драгољубом Збиљићем Српски језик и ћирилица данас, 2005. године. Врстан је казивач поезије. Приређено је тридесетак књижевних вечери на којима је напамет, сатима, говорио стихове наших и светских песника.
Превођен је на више језика, а 2016. године познати руски књижевник и преводилац Андреј Базилевски превео је и објавио избор из његове поезије.

### Збирке песама за одрасле
- Дуго путовање, 1979
- Почетак приче, 1988
- Већ данас, 1988
- Са жабама, 1991
- Лирски јунаци, 1995
- Трилогија јаве, 1996
- Моћ лептира, 2000
- Мајушна сенка, 2000
- Централна тачка, 2000
- Ушна шкољка, 2001
- Благословено блато, 2002
- Божји дар, 2003
- 27 љубавних, 2005
- Десет прстију, 2008
- Божја воља, 2008
- Мој отац рудар, 2015

### Збирке песама за децу
- Какав дан, 2008
- Нанине молитве, 2009
- Школско двориште, 2009
- Најтеже на свету, 2010
- Да ли се деда и баба воле, 2011[2]
- Непознати дечаци, 2011
- Нанине молитве II, 2012
- Необичан мир, 2013
- Нанине молитве III, 2013
- Најважнија кућа на свету, 2014
- Како је почела наша љубав, 2015
- Довикивање у свемиру, 2016
- Велика тајна, 2016

### Књиге разговора
- Разговори о хаику поезији (са Владимиром Девидеом), 1991
- Српски језик и ћирилица данас (са Драгољубом Збиљићем), 2005